# Ordnance QF-14-Pfünder Maxim-Nordenfelt
Die QF 14 pounder Maxim-Nordenfelt naval gun war ein Schiffsgeschütz des Kalibers 3 inch (76 mm). Dabei steht QF für Quick Fire (Schnellfeuergeschütz), 14 pounder für das Geschossgewicht, Maxim-Nordenfelt für den Hersteller und naval gun (Schiffsgeschütz) für den primären Einsatzzweck (Die Bezeichnung britischer Geschütze zum Zeitpunkt der Konstruktion war nicht einheitlich, Geschütze wurden nach dem Geschossgewicht, dem Gewicht des Geschützes oder dem Kaliber bezeichnet). Die Kanone wurde von Maxim-Nordenfelt (später Vickers, Sons and Maxim) größtenteils für den Export produziert. Sie stand dabei in Konkurrenz mit den von Elswick entwickelten Geschützen QF 12 pounder 12 cwt naval gun und QF 12 pounder 18 cwt naval gun.

## Einsatz
Die Kanonen kamen auf Schiffen ausländischer Flotten zum Einsatz.

### Victorian Navy
Zwei der Geschütze wurden 1897 auf der Cerberus eingerüstet. Die Cerberus war ein in England bei der Palmers Shipbuilding and Iron Company gebauter Monitor der Marine der britischen Kolonie Victoria. Im Jahr 1900 wurden die Kanonen vom Schiff abmontiert, auf Feldlafetten gesetzt und während des Boxeraufstandes vom Marinekontingent der Kolonie eingesetzt. Im Gegensatz zu den anderen Kanonen wurde bei diesen zwei Exemplaren patronierte Munition (QF fixed rounds) benutzt. Granate und Treibladung waren in einer Patrone zusammengefasst und wurden gemeinsam geladen. Üblicherweise wurden bei britischen Schnellfeuerkanonen Treibladung und Granate getrennt geladen. Diese Art von Munition wurde als Separate loading QF bezeichnet. Nach Ende der Kämpfe wurden die beiden Kanonen in China zurückgelassen, da mit den Standard-12-Pfündern leistungsfähigere und besser versorgbare Geschütze zur Verfügung standen.
Während ihrer Nutzung verschossen diese Kanonen Granaten mit einem Gewicht von 14 lbs mit einer Treibladung von 6,5 lb Schwarzpulver. Die Mündungsgeschwindigkeit betrug dabei 640 m/s.

### Küstenartillerie
Derartige Geschütze wurden in den Küstenbefestigungen Fort Nepean, Fort Pearce und Fort Queenscliff in Victoria eingesetzt.

### Royal Navy
Die Royal Navy beschaffte ursprünglich keine Kanonen dieses Typs. Im Jahr 1903 kaufte die britische Regierung jedoch die von Chile bestellten Schlachtschiffe der Swiftsure-Klasse. Jedes dieser Schiffe führte vierzehn 14-pounder. Während ihrer Dienstzeit verschossen diese Kanonen die gleichen Granaten mit einem Gewicht von 5,67 kg (12,5 lb) wie die übrigen britischen 12-pounder.